# Mašková
Mašková (maďarsky Masonc) je obec v okrese Lučenec v Banskobystrickém kraji na Slovensku. Leží v západní části  Lučenské kotliny v údolí potoka Mašková přibližně 10 km západně od okresního města. Žije zde 325 obyvatel.
První písemná zmínka o obci pochází z roku 1332. V obci se nachází evangelický kostel z roku 1974. Postaven byl na místě starého kostela, který zničila ustupující německá armáda na konci druhé světové války.